# ジェニファー・プリツカー
ジェニファー・ナタリア・プリツカー（Jennifer Natalya Pritzker、1950年8月13日 - ）は、アメリカ合衆国の元軍人・投資家・慈善家である。富豪一族として知られるプリツカー家の一員である。
アメリカ陸軍を経てイリノイ州州軍を2001年に中佐で退役し、後にイリノイ州から名誉大佐に任命された。相続した多額の財産を使って、予備役に対する市民の理解と支援を拡充するための活動を行っており、1995年にタワニ財団、1996年にタワニ・エンタープライズ、2003年にプリツカー軍事博物館・図書館を設立した。
ジェームズ・ニコラス・プリツカー(James Nicholas Pritzker)という男性として生まれたが、2013年、トランスジェンダーであることを公表し、元の名前とイニシャルが同じになる現在の名前に法的に改名した。プリツカーは、世界初のトランスジェンダーのビリオネアである。

## 若年期
1950年8月13日にイリノイ州シカゴで生まれた。父はロバート・プリツカー、母はオードリー・ギルバートである。エイブラム・ニコラス・プリツカーの孫に当たり、同母妹にリンダ（1953年生）とカレン（1958年生）がいる。両親は1979年に離婚し、父は1980年にイレーネ・ドライバーグと再婚した。ロバートとイレーネとの間の異母兄弟にマシューとリーゼルがいる。

## 軍役
プリツカーは、生涯で最も印象的な体験は、1973年10月にイスラエルで第四次中東戦争を直に目撃したことだったと語っている。
1974年2月8日にアメリカ陸軍に入隊し、ノースカロライナ州フォートブラッグの第82空挺師団第17騎兵連隊第1中隊に配属され、軍曹まで昇進した。アメリカ陸軍では航空機修理部品係、ライフル銃兵、班長を務めた。
1977年2月に兵役を完了した後、ロヨラ大学に入学した。大学では歴史学を専攻し、陸軍の予備役将校訓練課程に参加した。1979年5月に大学を卒業した。
大学卒業と同時に士官として陸軍に復帰し、ケンタッキー州フォート・キャンベルの第101空挺師団第503歩兵連隊第1大隊に配属され、ライフル小隊やTOW小隊の小隊長を務め、その後、司令部や対機甲学校に勤務した。1984年から1985年まで、ドイツ・ケリー・バラックスの第7軍団に参謀将校として勤務した後、1985年に退役した。その後、陸軍予備役兼イリノイ州兵として16年間在籍した後、2001年に退役した。最終階級は中佐だった。退役後、イリノイ州の名誉大佐となった。

## 軍役以外の活動
プリツカーは、多くの企業に投資し、慈善活動を行っている。1996年、個人資産の管理と慈善活動を行う組織であるタワニ・エンタープライズを設立した。1995年にタワニ財団、2003年にプリツカー軍事博物館・図書館を設立し、予備役に対する市民の理解と支援を広げるための活動を行っている。
プリツカーは、一族の財産から推定17億ドルを相続した。

### 慈善活動
プリツカーは1995年にタワニ財団(Tawani Foundation)を設立した。この組織は、予備役兵の重要性に対する認識と理解を深めること、アメリカ合衆国やその軍事の歴史に関する史跡を保存すること、生活の質を高めるための健康と福祉に関するプロジェクトを促進すること、過去・現在・未来における軍人の貢献を顕彰することを目的としている。
2003年、タワニ財団は、カリフォルニア大学サンタバーバラ校のシンクタンクであるパームセンターに、トランスジェンダーの軍・警察・消防における勤務の実現可能性についての研究のために135万ドルを寄付した。2013年、全米初の海軍予備士官訓練課程を開設したノリッチ大学に2,500万ドルを寄付した。2016年、カナダ・ビクトリア大学に200万ドルの寄付を行って、世界初のトランスジェンダー研究の講座を創設し、アーロン・デヴァーがその初代講師となった。
2016年、性同一性障害に関する問題への貢献を賛えて、トロント大学マーク・S・ボナム性的多様性研究センターはプリツカーにボナムセンター賞を授与した。

### 政治参加
プリツカーは生涯に渡って共和党支持者であり、ジョン・マケイン、ミット・ロムニーなどの共和党候補者や全米ライフル協会などの共和党寄りの団体に対し多額の寄付をしてきた。しかし、ドナルド・トランプ大統領がトランスジェンダーのアメリカ軍への入隊禁止などの反LGBTQ政策を掲げたことを理由に共和党支持を見直すことを表明し、2019年には「（トランプ）大統領が2020年の選挙に6桁・7桁（ドル）の献金を私に求めてきましたが、『なぜ（トランスジェンダーである）自分の破滅の原因に対して貢献しなければならないのか』と思いました」と述べた。
2020年8月、プリツカーは民主党の大統領候補であるジョー・バイデンの陣営に2千ドルを献金した。2020年10月、プリツカーはリンカーン・プロジェクトに10万ドルを寄付した。これは共和党のストラテジストたちが主導するプロジェクトであるが、その中にはトランプの再選を阻止するためにバイデンを支持している者もいた。
2020年の第3四半期、プリツカーはリバタリアン党へ2万5千ドル以上の寄付を行い、同党のチェアマンズ・サークルの一員として認められた。

## 私生活
プリツカーは生涯に3人の女性と結婚している。最初の相手はアイェレット・プリツカー(Ayelet Pritzker)で、娘1人（Tal Hava Pritzker）をもうけた。2人目はリサ・I・ゴーレン(Lisa I. Goren)で、息子2人（アンドリューとウィリアム）をもうけた。いずれの結婚生活も離婚により終了している。
2013年8月16日、プリツカーはプリツカー軍事博物館・図書館を通して、自身がトランスジェンダーであり、世界初のトランスジェンダーのビリオネアとなったことを公表した。
2013年8月16日をもって、J・N・プリツカーは法的に改名を行い、ジェニファー・ナタリア・プリツカーとなりました。この変更は、彼女の真の同一性についての信念を反映したものです。この信念は、これまでは彼女が自分だけで持っていましたが、これからは公に共有されることになります。プリツカーは、ビジネスや個人の事業において、自分自身を女性として認識しています。
2020年10月31日、プリツカーはエリン・E・ソラーロ(Erin E. Solaro)と結婚した。